# NGC 5859
NGC 5859 (również PGC 54001 lub UGC 9728) – galaktyka spiralna z poprzeczką (SBbc), znajdująca się w gwiazdozbiorze Wolarza. Odkrył ją William Herschel 27 kwietnia 1788 roku. Jest to galaktyka z aktywnym jądrem typu LINER.